# Serge Trinchero
Serge Trinchero (Biella, 27 agosto 1949) è un ex calciatore svizzero, di ruolo centrocampista.

## Carriera

### Nazionale
Ha collezionato venti presenze con la propria Nazionale.